# Liste der Naturdenkmale in Steinen (Baden)
| Naturdenkmale | Anzahl |
| ------------- | ------ |
| FND           | 1      |
| END           | 3      |
| Gesamt        | 4      |

Die Liste der Naturdenkmale in Steinen nennt die verordneten Naturdenkmale (ND) der im baden-württembergischen Landkreis Lörrach liegenden Gemeinde Steinen. In Steinen gibt es insgesamt vier als Naturdenkmal geschützte Objekte, davon ein flächenhaftes Naturdenkmal (FND) und drei Einzelgebilde-Naturdenkmale (END).
Stand: 1. November 2016.

## Flächenhafte Naturdenkmale (FND)
| Name                     | Bild | Kennung     | Einzelheiten | Position | Fläche Hektar | Datum         |
| ------------------------ | ---- | ----------- | ------------ | -------- | ------------- | ------------- |
| Fels (Hohfelsen)         |      | 83360840002 | Steinen      | ???      | 0,0           | 13. Juli 1987 |
| Legende für Naturdenkmal |      |             |              |          |               |               |

## Einzelgebilde (END)
| Name                                         | Bild | Kennung     | Einzelheiten | Position | Fläche Hektar | Datum         |
| -------------------------------------------- | ---- | ----------- | ------------ | -------- | ------------- | ------------- |
| 1 Linde am Hägelbergsträßchen                | BW   | 83360840004 | Steinen      | ⊙        | 0,0           | 13. Juli 1987 |
| 1 Linde beim Wiesenwehr                      | BW   | 83360840003 | Steinen      | ⊙        | 0,0           | 13. Juli 1987 |
| 2 Buchen (Weidfeldbuchen) Weitenau Silbereck |      | 83360840001 | Steinen      | ???      | 0,0           | 13. Juli 1987 |
| Legende für Naturdenkmal                     |      |             |              |          |               |               |